# Corderius College
Het Corderius College is een protestants-christelijke middelbare school in de Nederlandse plaats Amersfoort. De school maakt deel uit van de Meerwegen Scholengroep.

## Locatie
De school telt ongeveer 1.750 leerlingen en ligt aan de Lambert Heijnricsstraat. De mavo-afdeling was voorheen gehuisvest op de Leusderweg. Sinds 2002 zijn de mavo- en de havo/vwo-afdeling gehuisvest in één schoolgebouw. Van 2008 tot 2013 was er nevenlocatie aan de J.P. Sweelinckstraat. Vanaf augustus 2013 heeft de school een nieuwbouwvleugel waarin de brugklassen zijn gehuisvest, het zogenaamde brugklashuis. Samen met de lokalen van gebouwtje De Kolk is er een soort campus ontstaan aan de Lambert Heijnricsstraat.

## Geschiedenis
Het Corderius Lyceum (later: College) werd in 1950 opgericht. Rector G.J.H. von Meijenfeldt stelde als naamgever de Fransman Mathurin Cordier voor, leermeester van kerkhervormer Johannes Calvijn. Aan het eind van de jaren vijftig trok men in het huidige moderne gebouw, voorzien van een opvallend baksteenmozaïek. De populatie van de school groeide dusdanig dat in 1971 een dependance in het noorden van Amersfoort werd opgericht, het latere Farel College.
Nadat in de jaren 1990 een fusie tot stand kwam tussen de Christelijke Mavo Leusderweg en het Corderius Lyceum werd de naam definitief gewijzigd in Corderius College. Door nieuwbouw aan de Lambert Heijnricsstraat en de verkoop van het gebouw aan de Leusderweg kon het Corderius College vanaf 2002 beschikken over één gebouw.
Omdat de school bleef groeien, waren er vanaf 2006 noodlokalen nodig, alsmede een tweede gebouw aan de J.P. Sweelinckstraat vanaf 2008. In het schooljaar 2012-2013 kon er (opnieuw) uitbreidende nieuwbouw bij de school plaatsvinden en konden deze tijdelijke voorzieningen worden afgestoten. In augustus 2013 werd een nieuwe vleugel naast het bestaande gebouw opgeleverd, het zgn. Brugklashuis, ontworpen door Van Hoogevest Architecten. In dat gedeelte van het gebouw hebben de brugklassers hun lessen en daar is een eigen aula en kantine.
De school heeft ook de beschikking over gebouwtje De Kolk, waardoor er ook buiten het gebouw meer ruimte is ontstaan voor leerlingen en hun fietsen; een soort campus is het resultaat.

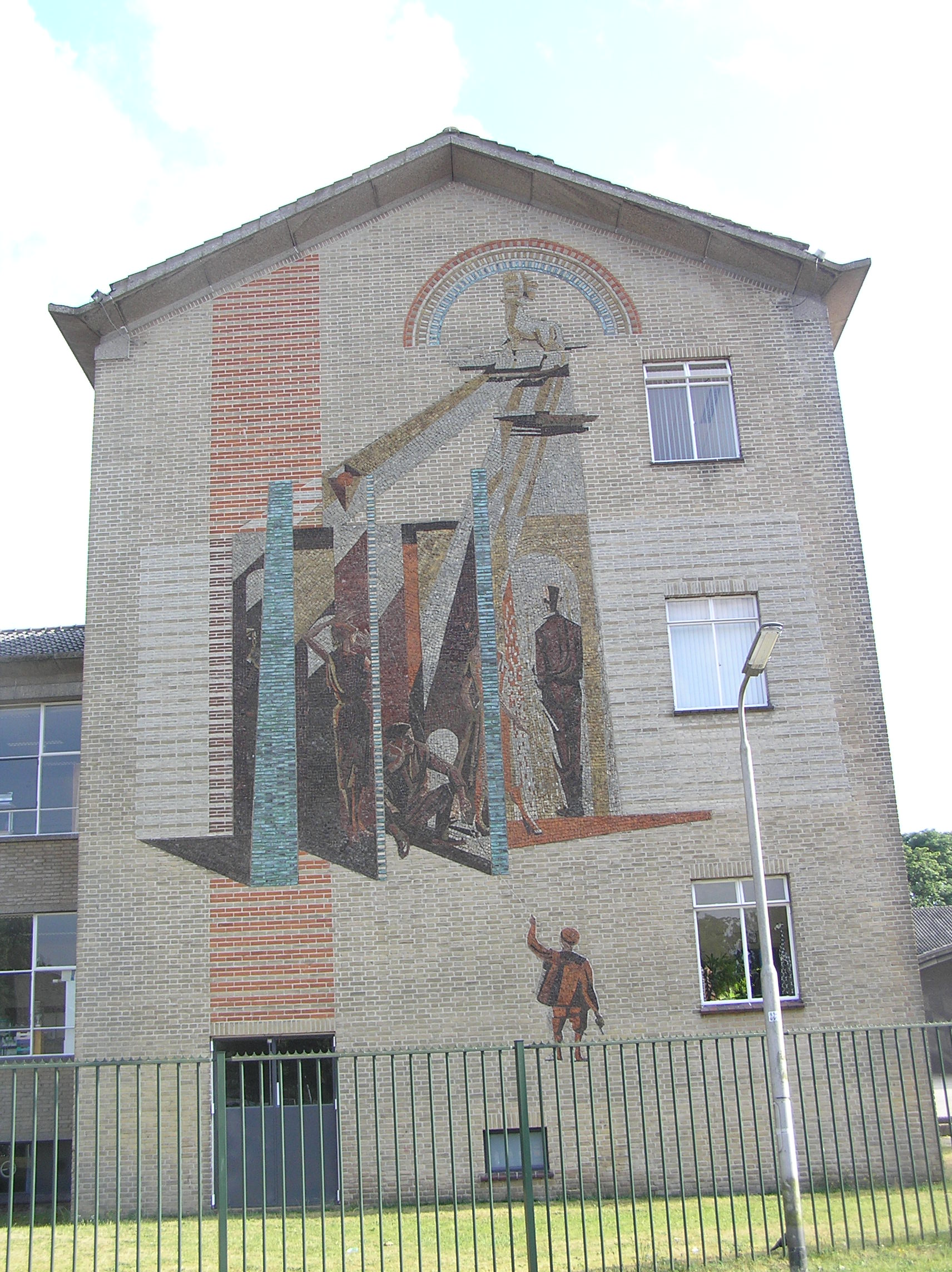
Mozaïek aan de noordzijde

## Verbouwingen
De verbouwingen en aangebouwde nieuwe vleugels zijn het gevolg van het grote aantal leerlingen/ouders dat interesse had in de school. Het aantal leerlingen is sinds 2002 gestegen. Het paviljoen is een goed voorbeeld van de nieuwbouw. Dit relatief moderne gedeelte van de school wordt vooral gebruikt als pauze- en studieruimte. Het secretariaat, de directie en de lerarenkamer bevinden zich nu ook in de nieuwbouw. Tevens is de kelder omgebouwd en uitgebreid, met nieuwe lokalen voor economie, techniek en muziek.
Bij de start van het schooljaar 2005-2006 werd in een van de voormalige fietsenkelders een groot studiecentrum gecreëerd. Een van de andere fietsenkelders werd opgebouwd tot entree voor de bovenbouwleerlingen, met daarin de garderobe en de kluisjes.
In de periode 2006 tot 2012 waren er telkens extra lokalen nodig. Die tijdelijke lokalen konden aanvankelijk op het eigen terrein worden geplaatst, maar vanaf 2008 was er een extra gebouw nodig: het gebouw aan de J.P. Sweelinckstraat 4.
In de zomer van 2010 zijn de oorspronkelijke stalen kozijnen, voorzien van enkel glas, vervangen door hoogwaardig isolerend glas, gevat in speciaal vormgegeven aluminium kozijnen. Daarmee is het gebouw flink energiezuiniger geworden.
Tussen september 2012 en augustus 2013 is een nieuwe, moderne vleugel naast de school verrezen, die op souterrain-niveau aansluiting geeft op het bestaande gebouw. Daartoe moest een deel van de L. Heijnricsstraat aan het verkeer worden onttrokken. In de structuur van de school is ervoor gekozen om in dit nieuwe gebouw uitsluitend de brugklassers te huisvesten: het Brugklashuis. Deze nieuwbouw is duurzaam gebouwd, wat tot uiting komt in hoogwaardige isolatie en ventilatie, een sedumdak, vloerverwarming en de mogelijkheid om het gebouw via een WKO-installatie van aardwarmte te voorzien.
In de zomervakantie van 2013 is het bouwdeel uit 1968 volledige gerenoveerd, zodat ook hier sprake is van dezelfde materialen en kleuren, alsmede van comfortabele en energiezuinige vloerverwarming. Leerlingen uit de leerjaren 2 en 3 hebben in dat bouwdeel zoveel mogelijk hun dagelijkse lessen.
Datzelfde is in de zomervakantie van 2014 gebeurd in het grootste gedeelte van het oorspronkelijk bouwdeel uit 1957.
Sinds 2008 zijn alle lokalen voorzien van elektronisch schoolborden en is er een adequaat draadloos netwerk, waarmee onderwijs mogelijk is, met gebruikmaking van digitale materialen en middelen.
In overleg met de gemeente Amersfoort wordt nader onderzoek gedaan naar de mogelijkheden om de school te voorzien van aardwarmte via een zogenaamde WKO-installatie. De reeds aangebrachte verwarmingssystemen zijn daarop berekend en kunnen daarop worden aangesloten.
Eveneens in nauwe samenwerking met de gemeente Amersfoort is het gebouw in de afgelopen jaren asbestvrij gemaakt.

## Bekende oud-leerlingen
- Rinda den Besten, PvdA-wethouder in Utrecht
- Gijsbert van den Brink, hoogleraar theologie
- Marjolein Faber, Minister van Asiel en Migratie[2]
- Tineke Huizinga, Tweede Kamerlid en staatssecretaris voor de ChristenUnie
- Cees Korvinus, strafpleiter en voorzitter van omroepvereniging VARA
- Luuk Kroon, oud-chef Defensiestaf (1998-2004) van de Nederlandse krijgsmacht
- Ronald Snijders, schrijver, tv-presentator en komiek
- Jos Strengholt, schrijver en zendeling
- Marije Zuurveld, bekende Nederlandse youtuber
- Harm-Jan van Schaik, burgemeester van Harderwijk